# Ferreiros (Amares)
Ferreiros ist ein Ort und eine ehemalige Gemeinde im Norden Portugals. Bekannt ist die hiesige Ruine eines mittelalterlichen Herrensitzes, die Torre de Vasconcelos (auch Casa dos Mouros) aus dem 13. Jahrhundert.

## Verwaltung
Ferreiros war Sitz einer gleichnamigen Gemeinde (Freguesia) im Kreis (Concelho) von Amares im Distrikt Braga. Die Gemeinde hatte eine Fläche von 2,7 km² und 3213 Einwohner (Stand 30. Juni 2011).
In der Gemeinde lag nur die namensgebende Ortschaft.
Mit der Gemeindereform vom 29. September 2013 wurden die Gemeinden Ferreiros, Prozelo und Besteiros zur neuen Gemeinde União das Freguesias de Ferreiros, Prozelo e Besteiros zusammengefasst. Ferreiros ist Sitz dieser neu gebildeten Gemeinde.

## Bauwerke
- Torre de Vasconcelos[2]
- Gemeindekirche Igreja de Santa Maria[3]

## Sport
Der 1945 offiziell gegründete, seit 1938 aktive Futebol Clube de Amares ist ein Filialverein des FC Porto und trägt seine Spiele im städtischen Stadion Estádio Municipal Engenheiro José Carlos Macedo in Ferreiros aus. Aktuell (Saison 2020/2021) spielt er in der obersten Liga des Distriktverbands von Braga, Divisão Pró-Nacional da AF Braga (4. Liga). Neben der Fußballmannschaft führt der FC Amares auch Abteilungen für Karate, Rollschuhlauf und Futsal.
Ein kleines Transparent am Stadion heißt die deutsche Fußballnationalmannschaft der Frauen willkommen.